# Eduardo Santos
Eduardo Gonzaga Mendes Santos (* 28. listopad 1997) je brazilský profesionální fotbalista, který hraje na pozici středního obránce za český klub SK Slavia Praha.

## Klubová kariéra

### Mládežnické roky
Santos je odchovancem Fluminense.

### Fluminense FC
Do prvního týmu Fluminense se Santos nepropracoval a tak byl posílán na hostování.

#### Real SC (hostování)
V lednu 2018 byl poslán na půlroční hostování do druholigového portugalského klubu Real SC. Za ten půl rok stihl nastoupit do 16 ligových utkání, branku nevstřelil.

#### FC Famalicão (hostování)
V červenci 2018 odešel na další hostování. Celý rok strávil v dalším druholigovém portugalském týmu, tentokrát to bylo FC Famalicão. Do sestavy se ale za celou sezónu pořádně nedostal. Nastoupil pouze do jednoho utkání v lize a do jednoho zápasu Portugalského fotbalového poháru. Branku ani v jednom ze zápasů nevstřelil.

#### FC São Bento (hostování)
Další hostování následovalo v říjnu 2019, kdy odešel na výpomoc do druholigového brazilského klubu FC São Bento. Hostování ale trvalo pouze do konce kalendářního roku a tak Santos stihl nastoupit do pouhých čtyř ligových zápasů, střelecky se neprosadil.

### Capivariano FC
Protože to nevypadalo, že by se ve Fluminense trvaleji prosadil, přestoupil v lednu 2020 trvale do třetiligového brazilského klubu Capivariano FC.

#### MFK Karviná (hostování)
Hned v únoru toho roku byl poslán na hostování do českého prvoligového klubu, konkrétně do Karviné a napodobil tak své krajany Tavarese a Mangabeiru. V rámci půlročního hostování odehrál celkem devět ligových zápasů, ve kterých střelecky neuspěl.

### MFK Karviná
Svými výkony v Karviné zaujal a v srpnu 2020 přestoupil trvale. K 1. březnu 2021 odehrál 20 ligových zápasů, ve kterých vstřelil jednu branku.

### SK Slavia Praha
11. června 2022 podepsal čtyřletou smlouvu s SK Slavia Praha.

## Klubové statistiky
- aktuální k 1. březen 2021

| Tým          | Sezona            | Liga   | Liga   | Pohár  | Pohár  | Evropské poháry | Evropské poháry |
| Tým          | Sezona            | Zápasy | Branky | Zápasy | Branky | Zápasy          | Branky          |
| ------------ | ----------------- | ------ | ------ | ------ | ------ | --------------- | --------------- |
| Real SC      | 2017/18 (2. liga) | 16     | 0      | -      | -      | -               | -               |
| FC Famalicão | 2018/19 (2. liga) | 1      | 0      | 1      | 0      | -               | -               |
| FC São Bento | 2019 (2. liga)    | 4      | 0      | -      | -      | -               | -               |
| MFK Karviná  | 2019/20           | 9      | 0      | -      | -      | -               | -               |
| MFK Karviná  | 2020/21           | 20     | 1      | -      | -      | -               | -               |
| Celkem       | Celkem            | 50     | 1      | 1      | 0      | 0               | 0               |